# Cantó de Montclar de Carcin
El cantó de Montclar de Carcin és un cantó francès del departament de Tarn i Garona, situat al districte de Montalban. Té 5 municipis i el cap és Montclar de Carcin.

## Municipis
- Borniquèl
- Ginebrièras
- Montclar de Carcin
- Puèggalhard de Carcin
- La Salvetat e Bèlmontet

## Història
| Data d'elecció                           | Identitat        | Partit                     | Qualitat |
| ---------------------------------------- | ---------------- | -------------------------- | -------- |
| 1985-                                    | Jean-Paul Albert | Divers droite, després UMP |          |
| les dades anteriors no són pas conegudes |                  |                            |          |
|                                          |                  |                            |          |